# Cicada
Cicada je americký dramatický film z roku 2020, který režírovali Matthew Fifer a Kieran Mulcare. Snímek měl světovou premiéru na Vancouver Queer Film Festivalu dne 13. srpna 2020.

## Děj
Léto 2013 v New Yorku. Ben se odhodlá oznámit matce řekl, že je bisexuál. Jednoho dne potká Sama, který se kterým naváže vztah.
Ben byl v dětství sexuálně zneužíván. Trpí chronickou nevolností, často zvrací a má problémy s polykáním. Proto pravidelně navštěvuje svého lékaře doktora Dragone a svou terapeutku Sophie. Nakonec Samovi přizná, že byl v dětství sexuálně zneužíván, i když o tom, co zažil, se mu mluví jen těžko.
I když Sam přistupuje k životu s lehkostí a osobitým smyslem pro humor, musí se vypořádat s traumatem, když je na ulici postřelen. Navíc pro něj není snadné sladit barvu pleti a svou sexualitu, kterou před rodinou a kolegy tají. Nechce se vyoutovat, protože už má dost problémů jako černoch a gay ze silně věřící rodiny.

## Obsazení
| Matthew Fifer         | Ben         |
| Sheldon D. Brown      | Sam         |
| Cobie Smulders        | Sophie      |
| Scott Adsit           | Dr. Dragone |
| Sandra Bauleo         | Debbie      |
| Jazmin Grace Grimaldi | Amber       |
| Michael Potts         | Francis     |
| David Burtka          | Bo          |
| Jo Firestone          | Tracy       |

## Ocenění
- Fusion Filmfestival Oslo: cena publika – nejlepší celovečerní film (Matthew Fifer a Kieran Mulcare)
- Independent Spirit Awards: nominace za nejlepší scenáristický debut (Matt Fifer a Sheldon D. Brown)
- New York's LGBT Film Festival: čestné uznání v soutěži amerických celovečerních filmů